# 14501 Tetsuokojima
14501 Tetsuokojima este un asteroid din centura principală de asteroizi.

## Descriere
14501 Tetsuokojima este un asteroid din centura principală de asteroizi. A fost descoperit pe 29 noiembrie 1995 la Ōizumi de Takao Kobayashi. Asteroidul prezintă o orbită caracterizată de o semiaxă mare de 2,21 ua, o excentricitate de 0,14 și o înclinație de 5,3° în raport cu ecliptica.